# District III van Boedapest
District III of Óbuda-Békásmegyer is een district in Boedapest, aan de westzijde van de Donau, ten noorden van District II. Het district telt 130 415 inwoners in 2016.

## Stedenband
- Amstelveen (Nederland), sinds 1991